# 浅陰茎背静脈
浅陰茎背静脈（せんいんけいはいじょうみゃく、英: superficial dorsal vein of penis）とは陰茎の背部を流れる静脈の一つである。
この血管が破裂すると陰茎折症と呼ばれるような状態になる。

## 画像

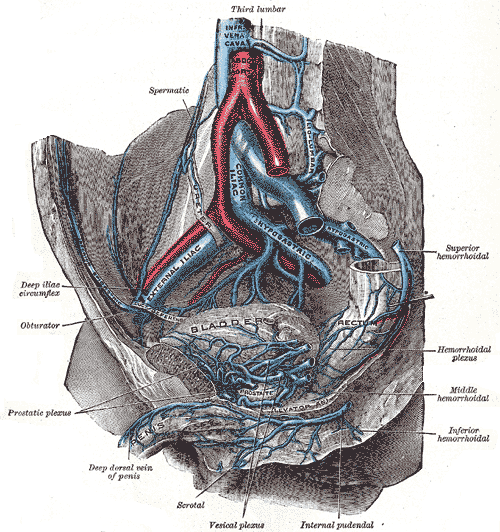
The veins of the right half of the male pelvis.
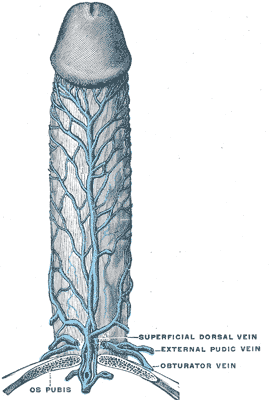
Veins of the penis.
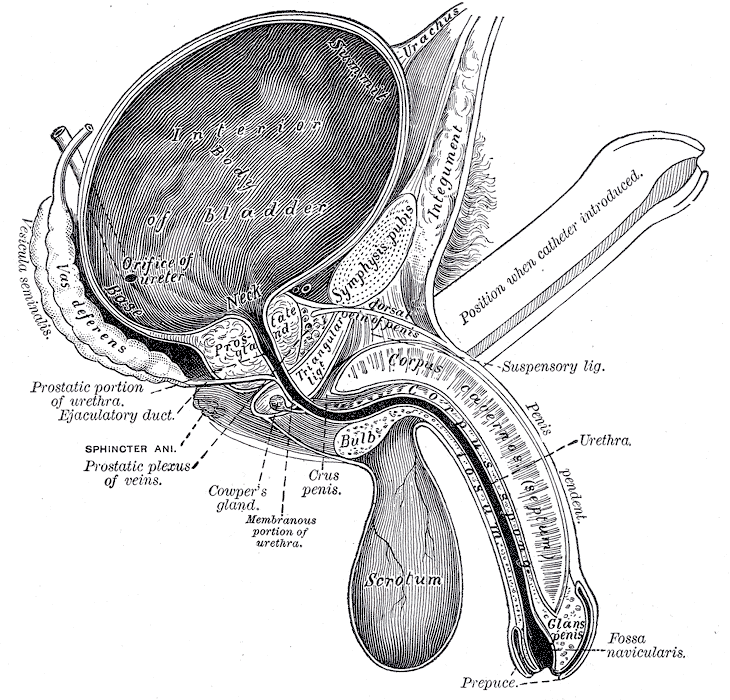
Vertical section of bladder, penis, and urethra.